# Počitelj

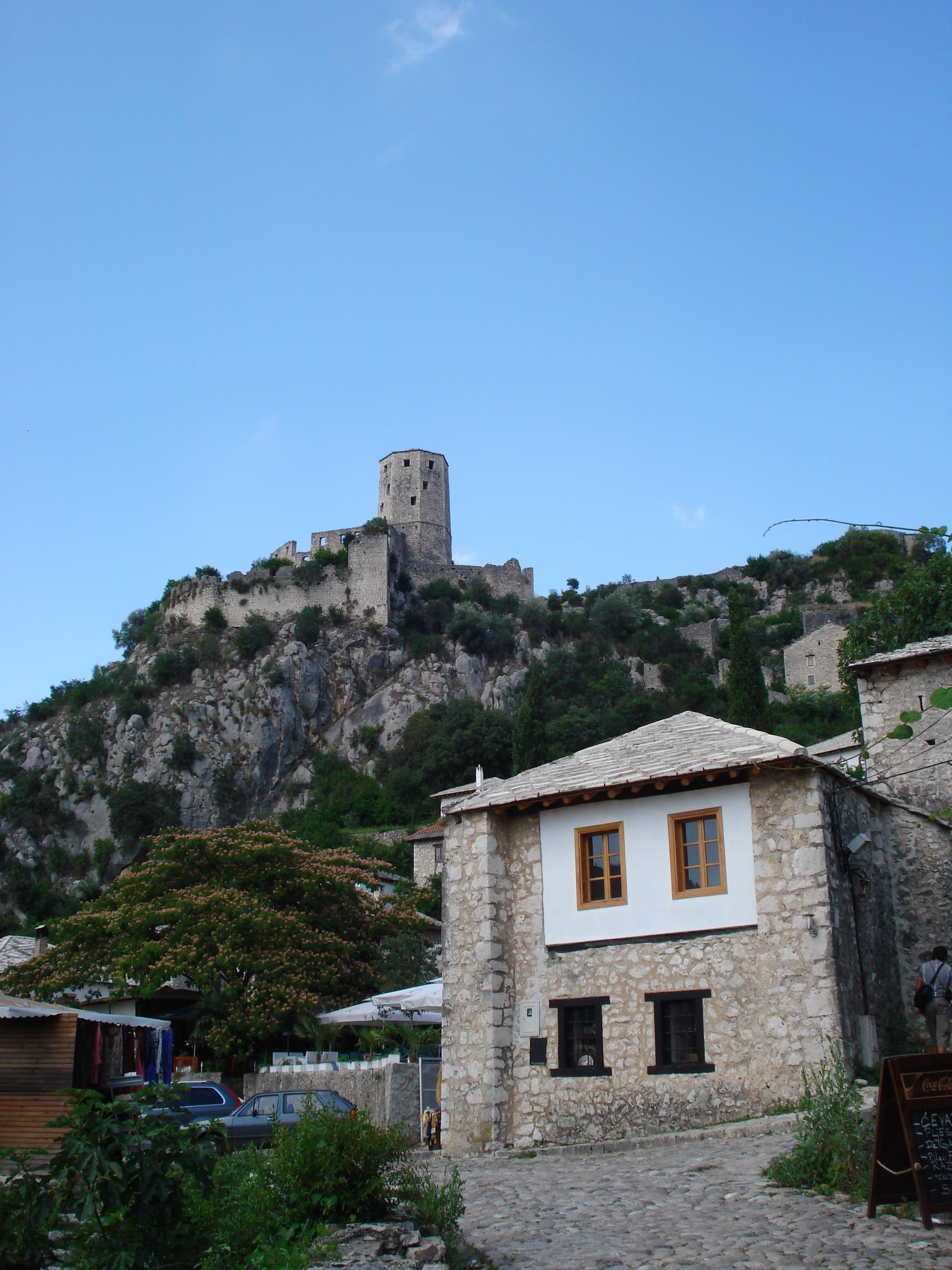
Citadell, juli 2009

Počitelj är ett samhälle i Herzegovina, i kommunen Čapljina, Bosnien och Hercegovina, med flera sevärda byggnader i osmansk arkitektur från 1500- och 1600-talen. Byn blev svårt sönderbombad av kroatiska styrkor under Bosniska kriget 1993. Efter bombningarna sprängdes Počiteljs islamiska konst och arkitektur sönder med dynamit och större delen av stadens bosniska befolkning dödades eller togs till koncentrationsläger i en av krigets mest brutala etniska rensningar. För att markera bosniakernas fördrivande och förstörandet av islamiska monument, restes ett stort kors intill vägen nära stan.
Počitelj, en gammal muromgärdad bosnisk stad som stod emot attacker från både öst och väst i nära 600 år, hade åter attackerats. Med den äldsta konstkolonin i sydöstra Europa, är Počitelj en känd flyktort som fortsätter erbjuda skydd, fred och inspiration för konstnärer från världens alla hörn.

## Befolkning enligt 1991 års folkräkning
totalt: 905
- bosniaker – 660 (72,92%)
- kroater – 172 (19,00%)
- jugoslaver – 36 (3,97%)
- serber – 20 (2,20%)
- andra folkgrupper – 17 (1,87%)

## Förslag till världsarv
Počitelj blev 2 januari 2007 uppsatt på Bosnien och Hercegovinas lista över förslag till världsarv, den så kallade ”tentativa listan”.

## Galleri

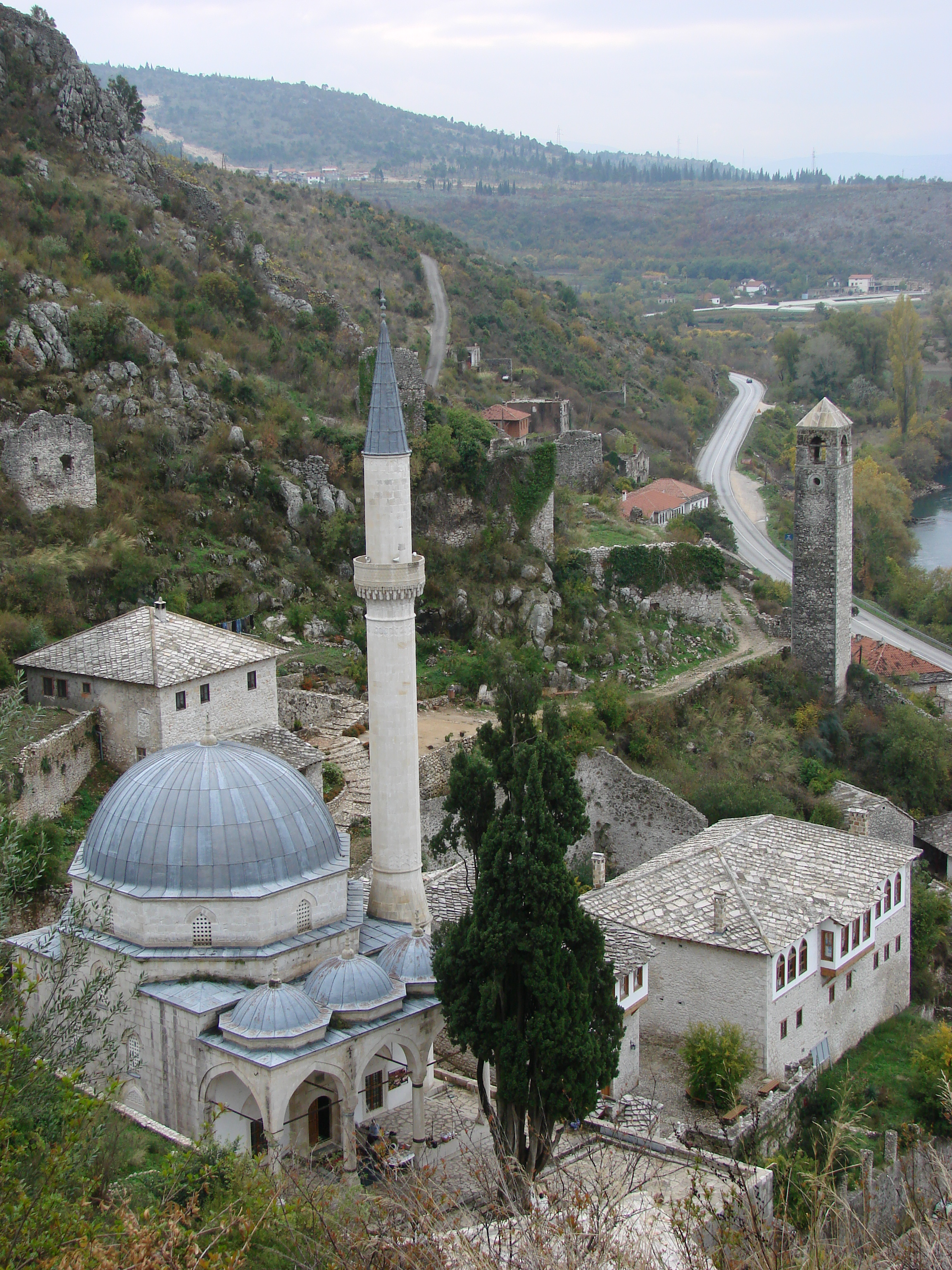
Moské och vakttorn (vy från ovan)
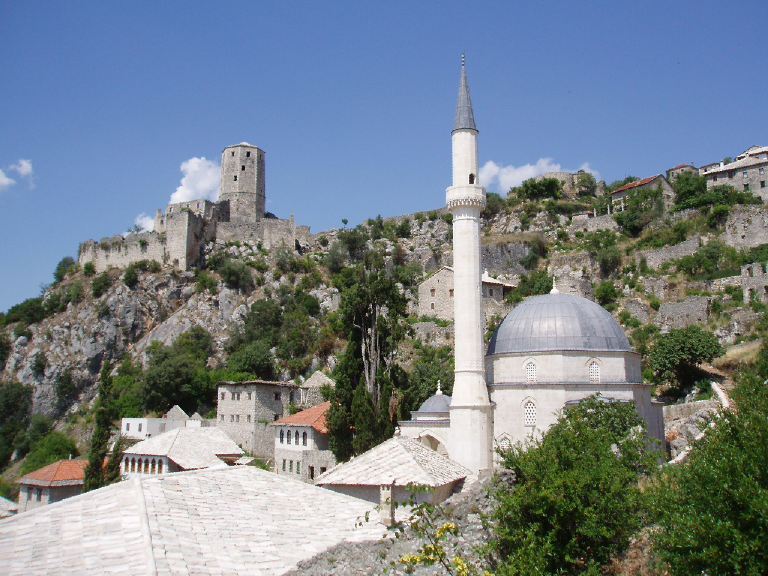
Citadell och moské